# Millau-viadukten
Millau-viadukten (fransk:Viaduc de Millau) er en skråstagsbro beliggende i Frankrig. Broen krydser dalen, som har gennemløb af Tarn-floden, tæt på byen Millau i det sydlige Frankrig. Den er konstrueret af den franske broingeniør Michel Virlogeux i samarbejde med den engelske arkitekt Norman Foster.
Broen er per august 2018 den højeste vejbro i verden. Vejbanerne er placeret på syv bropiller af beton, som har en højde over jorden fra 77 til 246 meter.
På hver bropille er anbragt en pylon, som er 97 meter høj.
Den officielle åbning af broen fandt sted den 14. december 2004, og broen blev åbnet for trafik den 16. december 2004.
Broen er en del af motorvej A75, som går fra Paris gennem Clermont-Ferrand til Béziers.